# Џејмс Толкан
Џејмс Стјуарт Толкан (енгл. James Stewart Tolkan; Калјумет, Мичиген; рођен, 20. јуна 1931), амерички је филмски и телевизијски глумац, који се истакао као карактерни глумац у бројним холивудским продукцијама.
Први пут се појавио на екрану 1960. године у ТВ серији "Голи град". Његова најпознатија улога је улога директора, господина Стрикланда у филмском серијалу Повратак у будућност Роберта Земекиса (1985—1990). Такође је глумио у филмовима попут Серпико Сиднија Лумета (1973), Љубав и смрт Вуди Алена (1975), Принц града Сиднија Лумета (1981), као и Амитивилски ужас (1979), Ратне игре (1983), Топ ган (1986), Господари свемира (1987), Дик Трејси (1990), Коштани томахавк (2015) и серији Тајне Нероа Вулфа (2001—2002).